# Bochs
Bochs är ett datorprogram som emulerar en Intel-processor och vars källkod är öppen. Även perferi hårdvara som nätverskort och ljudkort och BIOS emuleras.
Bochs kan emulera följande Intelprocessorer 386, 486, Pentium, Pentium Pro och AMDs AMD64.
Bochs kan köra FreeBSD, Linux, DOS och Windows i sin emulerade miljö och Bochs kan i sin tur köras på andra hårdvaruplattformar än Intels.
Bochs har bland annat använts för att köra Windows 95 på en Sony PSP.
Bochs skrevs ursprungligen av Kevin Lawton men underhålls av Bochs IA-32 Emulator Project.